# Uitbreiding van de Europese Unie

De continentaal Europese gebieden van lidstaten van de Europese Unie (Europese Gemeenschappen voor 1993), op volgorde van toetreding en uittreding

De uitbreiding van de Europese Unie is het proces waarbij nieuwe staten toetreden tot de Europese Unie en wordt ook Europese eenwording genoemd. Dit drukt tevens de intensivering van de samenwerking tussen EU-lidstaten uit, dat na de Tweede Wereldoorlog een leidend beginsel werd voor grote delen van de Europese bevolking en vooraanstaande personen uit politiek, bedrijfsleven, wetenschap en cultuur.
Het territorium van de Europese Unie en zijn voorlopers is verschillende keren uitgebreid door toetreding van lidstaten en groeide naar 28 leden in 2013. Anno 2023 zijn er negen staten als kandidaatlid toegelaten, die in verschillende stadia van het toetredingsproces zitten.
De toetreding van nieuwe lidstaten tot de EU vereist het in overeenstemming brengen van de nationale wet- en regelgeving met het zogenaamde Unie-acquis. Deze implementatie wordt gedaan aan de hand van de Criteria van Kopenhagen, waar elk kandidaat-lidstaat aan moet voldoen. Op deze regels zijn door enkele landen uitzonderingen bedongen voordat ze toetraden. Dit wordt ook wel een opt-out regeling genoemd.

## Achtergrond

Huidige lidstaten
Kandidaat-lidstaten
Potentiële lidstaten
Aanvraag ingetrokken
Voormalige lidstaten

Het proces van de Europese integratie begon na de Tweede Wereldoorlog met de oprichting in 1951 van de Europese Gemeenschap voor Kolen en Staal (EGKS) door België, de Bondsrepubliek Duitsland, Frankrijk, Italië, Luxemburg en Nederland. De EGKS werd in 1958 opgevolgd door de Europese Economische Gemeenschap (EEG) en de Europese Gemeenschap voor Atoomenergie, bestaande uit dezelfde zes staten. Met de ratificatie van het Verdrag van Maastricht in 1993 werd de Europese Unie (EU) opgericht en werden de bestaande Europese Gemeenschappen hierin ondergebracht.

### Uitbreiding
In 1973 werd de Europese Gemeenschap voor het eerst uitgebreid met de toetreding van drie landen, te weten Denemarken, Ierland en het Verenigd Koninkrijk. Sindsdien is het Europese samenwerkingsverband met enige regelmaat uitgebreid. In 2004 vond de grootste uitbreiding in een keer plaats, toen tien landen toetraden. Dit was een direct gevolg van de val van het communisme en het IJzeren Gordijn in de periode 1989-1991, toen een deel van het Oostblok en een drietal voormalige sovjetrepublieken lid wilden worden van de Europese Unie. Op 31 januari 2020 verliet voor de eerste keer een lidstaat de EU. Na een referendum in 2016 besloot het Verenigd Koninkrijk uit te treden, wat in 2020 zijn beslag had.

### Proces en criteria van toetreding
Artikel 49 van het Verdrag betreffende de Europese Unie (VEU) bepaalt dat "elke Europese staat die de in artikel 2 bedoelde waarden eerbiedigt en zich ertoe verbindt deze uit te dragen, kan verzoeken lid te worden van de Unie". In een nadere juridische toelichting op dit artikel stelt de EU dat er "geen eenduidige interpretatie van dat criterium" is en dat dit zowel in "geografische, culturele of politieke termen" kan worden gelezen. In de praktijk betekent dit dat landen die bij de Raad van Europa zijn aangesloten lid kunnen worden.
Wanneer een land lidmaatschap van de EU heeft aangevraagd wordt dit voorgelegd aan de Europese Raad, de vergadering van regeringsleiders van de lidstaten. De Europese Commissie geeft een formeel advies, maar de Raad beslist uiteindelijk per unanimiteit om de aanvraag al dan niet in behandeling te nemen en het land kandidaatsstatus te verlenen. Er kunnen ook aanvullende voorwaarden worden gesteld alvorens het land daadwerkelijk deze status krijgt. Bij een positief besluit kan het proces van toetreding worden begonnen.
Sinds 1993 liggen de belangrijkste voorwaarden vast in de Criteria van Kopenhagen waaraan een kandidaat-lid moet voldoen alvorens het toe kan treden. In meer dan dertig hoofdstukken staan kaders voor de democratische rechtsstaat met respect voor de grondwet, wetten, justitie en rechterlijke macht en daarmee samenhangende burgerlijke vrijheden en instituten alsmede het eerbiedigen van het Europees Verdrag voor de Rechten van de Mens. 
Kandidaat-lidstaten moeten hun nationale wet- en regelgeving in overeenstemming brengen met het zogenaamde Unie-acquis, het samenstel aan Europese wet- en regelgeving, EU-standaarden en jurisprudentie van EU-rechters. Daarnaast moeten ze een functionerende markteconomie hebben en het vermogen hebben om de verplichtingen van het lidmaatschap te onderschrijven en uit te voeren, met name de doelstellingen van een politieke, economische en monetaire unie. 
Het openen van individuele of geclusterde hoofdstukken van de Criteria van Kopenhagen is een besluit van de Europese Raad van regeringsleiders op basis van unanimiteit. Ook de afsluiting van deze hoofdstukken gaat via de Europese Raad. Wanneer dit proces is doorlopen neemt de Europese Raad een definitief besluit over toetreding, ook weer op basis van unanimiteit. Sinds het Verdrag van Maastricht van 1992 moet ook het Europees Parlement instemmen met de toetreding van een nieuw lid en moet elke lidstaat de toetreding binnenlands ratificeren.

### Geopolitieke ontwikkelingen en uitbreiding
Door een aantal geopolitieke ontwikkelingen, waaronder de oorlog in Oekraïne en het presidentschap van Donald Trump, veranderde in een aantal landen het publieke debat over hun betrekkingen met de Europese Unie. Groenland was ooit als deel van Denemarken lid van de unie en daar wees een peiling in 2025 uit dat veel inwoners bij de EU willen horen. Ook in Canada werd over lidmaatschap gesproken, al valt Canada buiten mogelijke uitbreiding van de EU. IJsland heeft een aanvraag in 2015 ingetrokken, maar wil uiterlijk in 2027 een referendum over toetreding houden.

## Uitbreiding in het verleden
Jaar van toetreding en uittreding en de betreffende lidstaten die in dat jaar toetraden of uittraden:
| Afkorting                                                                                 | Details | Kaart |
| ----------------------------------------------------------------------------------------- | --- | ----- |
| EEG-6 (1958-1972)                                                                         | In 1958 wordt de Europese Economische Gemeenschap (EEG) opgericht door België, West-Duitsland, Frankrijk, Italië, Luxemburg en Nederland, omdat deze lidstaten van de in 1952 opgerichte Europese Gemeenschap voor Kolen en Staal (EGKS) op meer economische terreinen wilden gaan samenwerken. In 1962 werd Algerije onafhankelijk van lidstaat Frankrijk. Tot die tijd was Algerije een integraal onderdeel van de Franse staat en viel daarmee binnen de reikwijdte van de EEG. De onafhankelijkheid betekende dat Algerije buiten de EEG viel en ook geen lid kon worden omdat het niet in Europa ligt. |       |
| EG-9 (1973-1980)                                                                          | Op 22 januari 1972 worden in Brussel de verdragen tot toetreding van Denemarken (incl. Groenland), Ierland, Noorwegen en het Verenigd Koninkrijk ondertekend. Denemarken, Ierland en het Verenigd Koninkrijk treden per 1 januari 1973 toe. Noorwegen treedt niet toe omdat een meerderheid van haar burgers in een referendum tegen het lidmaatschap stemde. |       |
| EG-10 (1981-1985)                                                                         | In 1981 treedt Griekenland toe tot de EG. Hiermee wordt de Griekse transitie van een dictatuur naar een democratische rechtsstaat bevestigd. In 1982 gaven de inwoners van Groenland in een referendum aan dat ze niet langer onderdeel wilden zijn van de EG. Op 1 februari 1985 stapte het eiland eruit. |       |
| EG-12 (1986-1993)                                                                         | In 1986 treden Portugal en Spanje toe tot de EG. Dit is een bevestiging van de democratische transitie van beide landen na decennialange dictatuur. Een jaar eerder besluit Groenland, dat van Denemarken in 1979 autonomie heeft gekregen, in een referendum uit de EG te stappen. |       |
| EU-12 (1993-1994)                                                                         | Na de val van de muur, wordt in 1990 de Duitse Democratische Republiek met de Bondsrepubliek Duitsland verenigd en het grondgebied van de toenmalige DDR maakt voortaan deel uit van de Europese Gemeenschappen. Voorafgaand aan ratificatie van het Verdrag van Maastricht (1992), maken Denemarken, het Verenigd Koninkrijk en Ierland voorbehouden op de overdracht van nationale bevoegdheden op de Unie ('opt-out' bepalingen). |       |
| EU-15 (1995-2004)                                                                         | In 1995 treden Finland, Oostenrijk en Zweden toe tot de EU. |       |
| EU-25 (2004-2006)                                                                         | Op 1 mei 2004 treden Cyprus, Estland, Hongarije, Letland, Litouwen, Malta, Polen, Slovenië, Slowakije en Tsjechië toe tot de Europese Unie. |       |
| EU-27 (2007 - 2013)                                                                       | In 2007 treden Bulgarije en Roemenië toe tot de EU (zie toetreding van Bulgarije en Roemenië tot de Europese Unie). |       |
| EU-28 (2013 - 2020)                                                                       | Op 1 juli 2013 treedt Kroatië toe tot de EU (zie Toetreding van Kroatië tot de Europese Unie). |       |
| EU-27 (2020 - heden)                                                                      | Op 1 februari 2020 trad het Verenigd Koninkrijk uit de EU (zie Brexit). |       |
| Noot: Behalve anders vermeld werden alle landen lid op 1 januari van hun toetredingsjaar. | |       |

## Uitbreiding in de toekomst
Overzicht van de aspirant- en kandidaatleden en hun status in het toetredingsproces.
|                                                  | Turkije         | Noord-Macedonië | Albanië | Montenegro | Servië | Bosnië en Herzegovina | Kosovo | Moldavië | Oekraïne | Georgië |
| ------------------------------------------------ | --------------- | --------------- | ------- | ---------- | ------ | --------------------- | ------ | -------- | -------- | ------- |
| Begin onderhandelingen EU-associatieovereenkomst | 1959            | 2000            | 2003    | 2005       | 2005   | 2005                  | 2013   | 2010     | 2007     | 2010    |
| EU-associatieovereenkomst handtekening           | 1963            | 2001            | 2006    | 2007       | 2008   | 2008                  | 2015   | 2014     | 2014     | 2014    |
| EU-associatieovereenkomst treedt in werking      | 1963            | 2004            | 2009    | 2010       | 2013   | 2015                  | 2016   | 2016     | 2017     | 2016    |
| Aanvraag lidmaatschap                            | 1959 en 1987    | 2004            | 2009    | 2008       | 2009   | 2016                  | 2022   | 2022     | 2022     | 2022    |
| Kandidaat-status ontvangen                       | 1999            | 2005            | 2014    | 2010       | 2012   | 2022                  |        | 2022     | 2022     | 2023    |
| Begin toetredingsonderhandelingen                | 2005 (Bevroren) | 2022            | 2022    | 2012       | 2014   |                       |        | 2024     | 2024     |         |

## Kandidaat-lidstaten

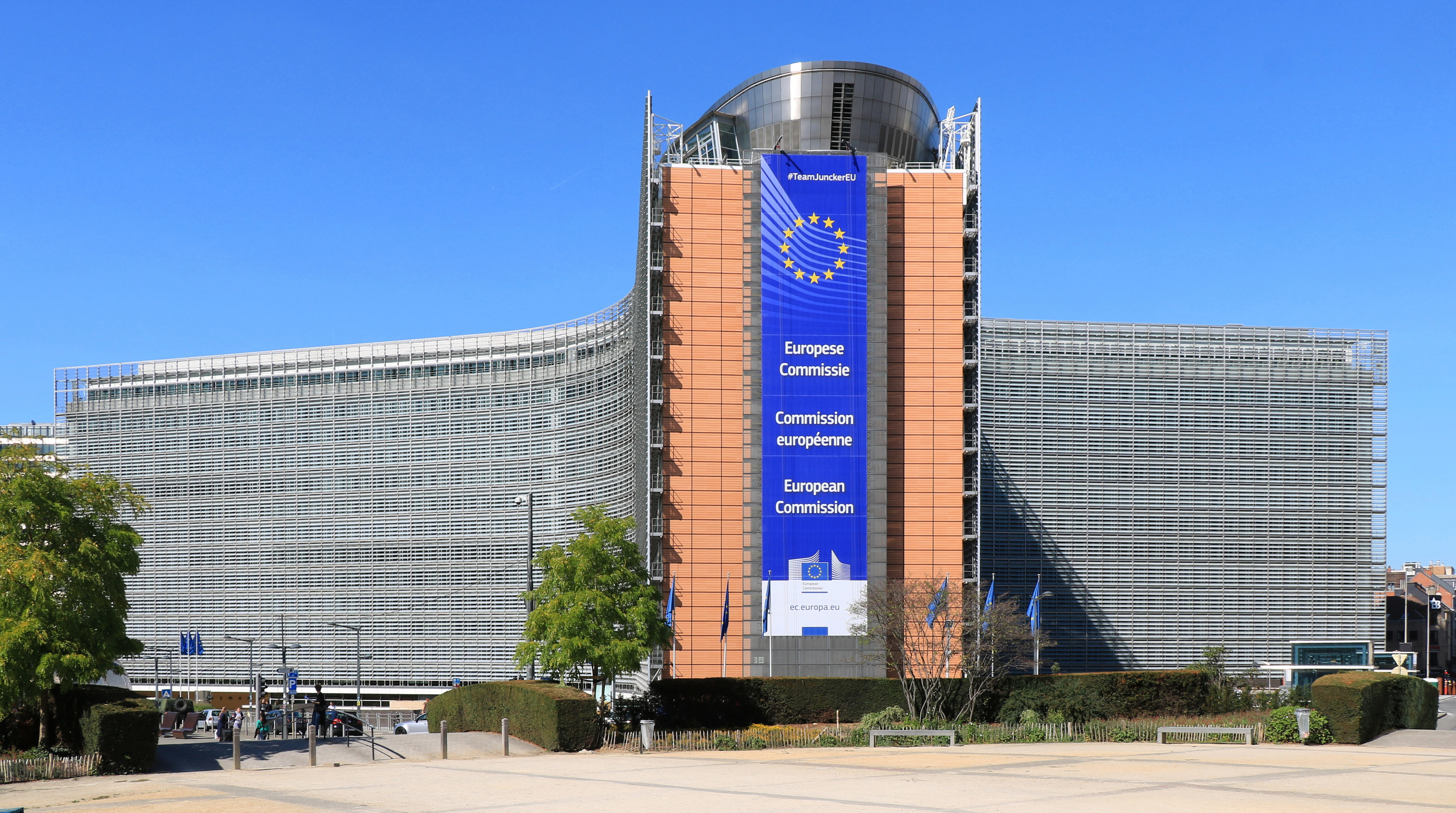
De Europese Commissie, die een centrale rol speelt in het uitbreidingsproces.

Hieronder een overzicht van de kandidaat-lidstaten.

### Albanië
Albanië heeft op 24 april 2009 officieel het lidmaatschap aangevraagd van de Europese Unie, welke positief ontvangen werd. De Europese Commissie gaf echter aan dat het land eerst in voldoende mate aan criteria moest voldoen om de kandidaatstelling toegekend te krijgen, welke in juni 2014 werd toegekend. Op 24 maart 2020 bereikte de Europese Raad een "politiek akkoord" om de toetredingsonderhandelingen te beginnen, welke in juli 2022 daadwerkelijk begonnen.

### Bosnië en Herzegovina
Het Balkanland Bosnië en Herzegovina kreeg van de EU te horen gekregen dat ze op termijn lid kunnen worden van de EU. Op 15 februari 2016 diende Bosnië en Herzegovina een aanvraag tot het lidmaatschap in. In 2022 herhaalde de Europese Raad dat het land een 14-tal kernprioriteiten dient uit te voeren als conditie voor het verlenen van de kandidaat-status en het beginnen van de toetredingsonderhandelingen, maar op 13 december 2022 werd de kandidaat-status dan toch gegeven. Hoofdreden was een gelijke behandeling met Oekraïne en Moldavië die de gebruikelijke procedure niet hoefden te doorlopen. De Europese Raad besloot op 14 december 2023 dat toetredingsgesprekken zouden kunnen beginnen zodra aan een reeks eisen wordt voldaan.

### Georgië
Georgië gaf na de Rozenrevolutie in 2003 aan toe te willen treden tot de Europese Unie. De Europese Unie reageerde terughoudend op deze voorstellen. Met de introductie van het Oostelijk Partnerschap en het traject naar een associatie- en vrijhandelsverdrag zijn de EU-relaties met het land verder versterkt. Na de Russische annexatie van de Krim in 2014 werd het associatie- en vrijhandelsverdrag getekend dat in 2016 geheel in werking trad. In 2017 volgde het visumvrij reizen met de Schengenzone.
In maart 2022 deed Georgië in navolging van Oekraïne een aanvraag voor lidmaatschap van de EU. Het land kreeg hiervoor in juni 2022 een twaalftal voorwaarden opgelegd waaraan het moest voldoen voor het kandidaat-lid zou kunnen worden. De Europese Raad verstrekte op 14 december 2023 de kandidaatsstatus, in lijn met de aanbeveling van de Europese Commissie een maand eerder. Een aantal rechtsstatelijke hervormingen werden als voorwaarde gesteld voor het openen van de toetredingsgesprekken. In 2024 bevroor de EU het toetredingstraject en werden steungelden stopgezet vanwege de politieke ontwikkelingen in het land, die na de parlementsverkiezingen van dat jaar verder in een neerwaartse spiraal raakten.

### Moldavië
Moldavië is het armste land van Europa, maar veel Moldaviërs kunnen vrij door de EU reizen omdat zij ook een Roemeens paspoort hebben. Sinds 2014 heeft het land een associatie- en vrijhandelsverdrag met de EU. Het land kent een complexe politieke geschiedenis met verdeelde politieke opvatting over Europese toenadering. In navolging van Oekraïne en Georgië, waar het land veel mee optrok in voorgaande jaren, vroeg Moldavië in maart 2022 het lidmaatschap van de EU aan. In juni van dat jaar verkreeg het de kandidaat-status, waarbij nog een aantal aanvullende voorwaarden golden.
Op basis van de geboekte vooruitgang deed de Europese Commissie in november 2023 de aanbeveling aan de Europese Raad van ministers tot opening van de toetredingsonderhandelingen, mits een aantal rechtstatelijke hervormingen doorgevoerd zouden worden. De Europese Raad volgde deze aanbeveling en stemde op 14 december 2023 voorwaardelijk in met de start van toetredingsgesprekken. Moldavië moest daartoe nog een aantal openstaande actiepunten uitvoeren. Op 21 juni 2024 werd door de Europese Raad besloten dat de gesprekken kunnen starten, te beginnen met een Intergouvernementele Conferentie op 25 juni 2024.

### Montenegro
Montenegro heeft op 15 december 2008 het lidmaatschap van de Europese unie aangevraagd en op 17 december 2010 zijn de EU-lidstaten akkoord gegaan met deze aanvraag en hebben Montenegro de status van kandidaat-lid toegekend. Op 29 juni 2012 zijn de toetredingsonderhandelingen gestart. Anno 2022 zijn alle 33 onderhandelingshoofdstukken geopend en zijn er 3 voorlopig afgesloten.

### Noord-Macedonië
Noord-Macedonië vroeg EU-lidmaatschap aan op 22 maart 2004. Op 9 november 2005 gaf de Europese Commissie een positief advies, dat op 17 december 2005 is dat overgenomen door de Europese Raad met het toekennen van de kandidaat-status. Op 24 maart 2020 bereikte de Europese Raad een "politiek akkoord" om de toetredingsonderhandelingen te beginnen, welke in juli 2022 daadwerkelijk begonnen.

### Oekraïne
Oekraïne heeft na de revolutie van 2014 aangegeven toe te willen treden tot de Europese Unie. De EU reageerde terughoudend op deze voorstellen, in het licht van het debat over de toetreding van Turkije. In de jaren voorafgaand aan de revolutie van 2014 werkte Oekraïne aan een associatie- en vrijhandelsverdrag met de EU. President Janoekovytsj besloot in het najaar van 2013 het verdrag niet te ondertekenen, wat de directe aanleiding was tot volksprotesten en de daaropvolgende revolutie. Na de revolutie, de Russische inval in Oekraïne en de Russische annexatie van de Krim werd het verdrag in juni 2014 alsnog ondertekend, en zijn de relaties met Oekraïne sindsdien versterkt. Oekraïne streeft tevens naar lidmaatschap van de NAVO, waartoe het in 2008 een "open deur" uitnodiging kreeg.
Kort na de nieuwe Russische invasie in 2022 deed de regering een aanvraag tot lidmaatschap van de EU, welke op 24 juni 2022 geaccepteerd werd door de Europese Raad met het vertrekken van de kandidaat-status. Net als bij Moldavië werden aanvullende voorwaarden gesteld om het toetredingsproces in gang te kunnen zetten. Op basis van de vooruitgang hierop deed de Europese Commissie in november 2023 de aanbeveling aan de Europese Raad van ministers tot opening van de toetredingsonderhandelingen, mits een aantal rechtstatelijke hervormingen doorgevoerd worden. De Europese Raad volgde deze aanbeveling en stemde op 14 december 2023 voorwaardelijk in met de start van toetredingsgesprekken. Oekraïne moest daartoe nog aan zeven voorwaarden voldoen. Op 21 juni 2024 werd door de Europese Raad besloten dat de gesprekken kunnen starten, te beginnen met een Intergouvernementele Conferentie op 25 juni 2024.

### Servië
De voor EU-zaken verantwoordelijke Servische vicepremier Bozidar Djelic kondigde op vrijdag 23 januari 2009 aan dat Servië een aanvraag zou indienen om toe te treden tot de Europese Unie. Vicepremier Alexandr Vondra van Tsjechië, voorzitter van de EU in de eerste helft van 2009, zei de ambitieuze plannen van Servië toe te juichen, maar waarschuwde dat het jaren zal duren voor Servië daadwerkelijk zal kunnen toetreden. Op 19 december 2009 diende Servië de aanvraag in. Eén belangrijke eis was dat Servië de wegens genocide aangeklaagde Ratko Mladić zou uitleveren. Nadat Ratko Mladic op 26 mei 2011 werd aangehouden, zei de Servische president Boris Tadić dat de toetreding van Servië tot de Europese Unie een stap dichterbij was gekomen. Op 12 oktober 2011 werd het land benoemd tot kandidaat-lid. In juni 2013 ging de Europese Raad akkoord met het begin van de toetredingsonderhandelingen, die op 21 januari 2014 van start gingen. Anno 2022 zijn 22 van de 35 onderhandelingshoofdstukken geopend en 2 voorlopig afgesloten.

### Turkije
Sinds 1999 is Turkije kandidaat-lidstaat en worden sinds 4 oktober 2005 de toetredingsonderhandelingen gevoerd. Sindsdien verloopt het traject moeizaam. Anno 2016 waren 16 van de 35 onderhandelingshoofdstukken geopend, maar in 2019 stelde de Europese Unie in een verklaring dat het proces van toetreding feitelijk tot stilstand is gekomen.

## Potentiële lidstaten
Landen die daadwerkelijk de toezegging hebben gekregen van de EU dat ze in de toekomst toe kunnen treden, worden potentiële kandidaat-lidstaten genoemd. Met de overige in Europa gelegen landen kan de EU zogenaamde stabilisatie- en associatieprocesen starten met als doel de landen dichter bij de EU te brengen. Dit proces is een eerste stap richting een stabilisatie- en associatieovereenkomst waardoor wederzijds rechten en plichten ontstaan. Een voorbeeld is de westelijke Balkan waar dit traject een eerste opstap is om de landen naar het vereiste niveau voor een kandidaat-lidmaatschap te brengen. Met uitzondering van Kosovo zijn de westelijke staten van de Balkan intussen kandidaat-lidstaat of lidstaat (Kroatië).

### Kosovo
De toetreding van Kosovo staat voor enkele grote problemen aangezien slechts 23 van de toen 28 lidstaten Kosovo als onafhankelijke staat erkennen. Cyprus, Griekenland, Roemenië, Slowakije en Spanje erkennen Kosovo niet. Toch heeft de EU beloofd dat Kosovo (volgens Resolutie 1244) perspectief heeft in de EU. Kosovo vroeg op 15 december 2022 als laatste land in de Westelijke Balkan het lidmaatschap aan voor de EU. Tevens kreeg het land zicht op visum-vrij reizen naar de EU.

## Aanvraag ingetrokken

EFTA lidstaten
Voormalige EFTA lidstaten

Onderstaande staten zijn lid van de Europese Vrijhandelsassociatie (EVA) (Engels: European Free Trade Association (EFTA)). Zij hebben op verschillende momenten een aanvraag tot EU-lidmaatschap ingediend, maar hebben deze aanvraag om verschillende redenen ingetrokken. 

### IJsland
De IJslandse premier Halldór Ásgrímsson sprak op 8 februari 2006 de verwachting uit dat IJsland in 2015 lid zou zijn van de EU. Hij gaf aan dat een en ander samen zou hangen met de toekomstige ontwikkeling van de eurozone, in het bijzonder in relatie tot de IJslandse visexport. Er werd een commissie ingesteld om te bekijken hoe de visserijbelangen van IJsland kunnen worden beschermd in geval van EU-lidmaatschap. IJsland is momenteel onderdeel van de Europese Economische Ruimte, wat de toetreding in zeker opzicht gemakkelijker kan maken.
In juli 2009 zette het Alding, het IJslandse parlement, het licht op groen voor een officieel verzoek tot EU-toetreding. IJsland vroeg op 23 juli 2009 het lidmaatschap van de Europese Unie aan. Op de Europese Raad van 17 juni 2010 werd de kandidatuur voor toetreding van IJsland tot de Europese Unie officieel goedgekeurd en de toetredingsonderhandelingen werden op 27 juli 2010 officieel opgestart. Door tussentijdse verkiezingen in IJsland kwamen ze in 2013 weer stil te liggen. Op 22 mei 2013 kondigde de na de verkiezingen aangetreden centrumrechtse regering van IJsland aan eerst een referendum te zullen uitschrijven over de vraag of het land überhaupt moet toetreden tot de Unie. Dit referendum werd afgeblazen. Op 12 maart 2015 trok IJsland zijn toetredingsverzoek in. In 2024 kondigde de nieuwe regering in IJsland aan uiterlijk in 2027 een referendum over toetreding te houden.

### Liechtenstein
Liechtenstein is onderdeel van de Europese Economische Ruimte en wordt over het algemeen te klein geacht om apart toe te kunnen treden.

### Noorwegen
Noorwegen heeft tot twee keer toe geprobeerd toe te treden tot de Unie, respectievelijk in 1972 en in 1994, maar beide keren werd het lidmaatschap door de Noorse bevolking in een referendum afgewezen. Het land is samen met IJsland en Liechtenstein onderdeel van de Europese Economische Ruimte.

### Zwitserland
Zwitserland heeft geprobeerd toe te treden tot de Unie, maar de bevolking heeft in een referendum in 2001 het EU-lidmaatschap afgewezen. Wel zijn er bilaterale verdragen gesloten tussen de EU en Zwitserland, waardoor in het land in feite al veel Europese wetgeving geïmplementeerd is.

## Aanvraag overwogen

### Kaapverdië
De toenmalige premier van het Afrikaanse Kaapverdië, José Maria Neves, liet in 2005 weten dat het land mogelijk in dat jaar een aanvraag in zou dienen tot lidmaatschap van de EU. Hij werd hierin gesteund door Spanje en Portugal. De Kaapverdische eilandengroep maakt deel uit van Macaronesië, de Noord-Atlantische subregio waar de Portugese en Spaanse eilandengroepen Azoren, Madeira en de Canarische Eilanden ook deel van uitmaken. Zij vallen onder de EU. Het voorstel leidde niet tot een aanvraag, maar Kaapverdië en de EU zijn wel hechtere banden aangegaan. De eilandengroep was in 2014 het eerste Afrikaanse land dat een visumfacilitatieovereenkomst met de EU afsloot. In 2007 werd een speciaal partnerschapsverdrag afgesloten, binnen welke context jaarlijkse bilaterale overleggen plaatsvinden ten behoeve van verdere toenadering en steun.

## Afgewezen staten

### Marokko
Marokko diende op 20 juli 1987 een aanvraag in voor EU-lidmaatschap. De EU-lidstaten wezen deze aanvraag af omdat Marokko geheel buiten Europa ligt. Eind 2008 werd Marokko de "geavanceerde status" toebedeeld door de EU. Dit wil zeggen dat Marokko meer dan een bondgenoot is, maar minder dan een lidstaat. Dit is de hoogste status die een land kan krijgen buiten de EU.

## Voormalige lidstaten

### Verenigd Koninkrijk
Op 1 februari 2020 trad het Verenigd Koninkrijk uit de Europese Unie. Hiermee daalde het aantal lidstaten van 28 naar 27.

## Oostelijk Partnerschap

Europese Unie
Oostelijk Partnerschap

Het Oostelijk Partnerschap is een samenwerkingsverband tussen de Europese Unie en zes voormalige Sovjetrepublieken in Oost-Europa en de Zuidelijke Kaukasus, te weten Armenië, Azerbeidzjan, Georgië, Moldavië, Oekraïne en Wit-Rusland. Het Oostelijk Partnerschap werd op 7 mei 2009 te Praag opgericht en beoogt voornamelijk de politieke en economische relaties met die landen te verbeteren. Voor de EU zou deze samenwerking zorgen voor meer stabiliteit en veiligheid aan de oostkant..
Op 27 juni 2014 werden associatie- en vrijhandelsverdragen tussen de Europese Unie en Oekraïne, Moldavië en Georgië getekend. In maart 2022 vroegen deze drie landen het kandidaat-lidmaatschap aan, dat Oekraïne en Moldavië drie maanden later verkregen en Georgië in december 2023.

### Armenië
Armenië maakt deel uit van het Oostelijk Partnerschap, en ziet zichzelf als een 'Europees land'. Het land heeft traditioneel nauwe banden met Rusland, maar wil graag meer samenwerking met de Europese Unie. Onder druk van Rusland zag Armenië in 2013 echter af van een associatieverdrag. Armenië bleef zoeken naar diepere samenwerking en in 2017 werd de bestaande Partnerschaps- en samenwerkingsovereenkomst (PCA) vervangen door het CEPA, oftewel "Brede en uitgebreide partnerschapsovereenkomst". Door sommigen wordt dit ook wel een uitgekleed associatieverdrag genoemd, waarin minder dwang zit ten aanzien van politieke paragrafen.

### Azerbeidzjan
Azerbeidzjan tekende op 29 november 2013 een verdrag met de EU over visa. Door het verdrag wordt het makkelijker en goedkoper voor mensen uit Azerbeidzjan om een visum te krijgen voor de EU en omgekeerd. Onderhandelingen met Azerbeidzjan over een associatieverdrag zijn geschorst en in februari 2016 zijn nieuwe onderhandelingen gestart om tot een nieuw akkoord te komen. Azerbeidzjan is geen volwaardige democratie; samenwerking vindt met name plaats op gebied van de economie en energiezaken. Azerbeidzjan heeft niet de aspiratie om lid te worden van de EU.

### Wit-Rusland
Naar aanleiding van het sanctiepakket van de EU richting Wit-Rusland na de frauduleus verlopen presidentsverkiezingen van 2020 heeft het land deelname aan het Oostelijk Partnerschap in 2021 voor onbepaalde tijd opgeschort.

## Rusland
In de euforie na de val van het communisme begin jaren negentig in de voormalige Sovjet-Unie werd door sommigen gesproken over een eventuele toetreding van Rusland tot de Unie. Deze zou dan uiteindelijk reiken van de Atlantische Oceaan tot de Grote Oceaan. Al snel werden deze voorstellen als onpraktisch terzijde geschoven. Volgens deskundigen moest er nog te veel veranderen in de Russische samenleving en politieke cultuur voor een dergelijke optie. Ook het heroplevend Russische nationalisme werd gezien als een obstakel voor een eventuele toetreding tot de Europese Unie. De terugkeer van Vladimir Poetin als president in 2012 betekende feitelijk het einde van perspectief op toenadering.

## Unie voor het Middellandse Zeegebied
Na zijn verkiezingsoverwinning in mei 2007 maakte de Franse president Sarkozy werk van het zoeken van steun voor de oprichting van de Unie voor het Middellandse Zeegebied, die de bestaande akkoorden tussen de Europese Unie en de andere landen rond de Middellandse Zee zou vervangen en verdiepen en een eventueel alternatief zou kunnen zijn voor de toetreding van Turkije.